# Лемраде
Лемраде (нем. Lehmrade) — община в Германии, в земле Шлезвиг-Гольштейн. 
Входит в состав района Герцогство Лауэнбург. Подчиняется управлению Брайтенфельде. Население составляет 502 человека (на 31 декабря 2015 года). Занимает площадь 11,4 км².

## География
Лемраде расположен к югу от Ольденбуржского озера по шоссе 287.

## История
Село впервые упоминается в регистре Ратцебурга в 1230 году. С 1948 года город официально принадлежал коммуне Гудов, а в 1971 году был объединен с Гудов-Штерлей. С роспуском Гудов-Штерлей, коммуна управлялась Брайтенфельде, по состоянию на 1 января 2007 года.

## Экономика
Начиная с 1956 года в городе работает клиника реабилитации, расположенная на территории отеля, который в свою очередь принимает местных жителей на работу.